# Edgar Ernst (Manager)
Edgar Ernst (* 10. Januar 1952 in Oberlahnstein) ist ein deutscher Mathematiker, ehemaliger Unternehmensmanager und  selbstständiger Unternehmensberater. Von 2011 bis 2021 war er Präsident der Deutschen Prüfstelle für Rechnungslegung (DPR) in Berlin und darüber hinaus ist er Prüfungsausschussvorsitzender in den Aufsichtsräten der DAX-Konzerne Metro AG, TUI AG und Vonovia SE.

## Ausbildung
Von 1971 bis 1977 studierte Ernst Mathematik mit Nebenfach Betriebswirtschaftslehre an der Universität zu Köln mit dem Abschluss als Diplom-Mathematiker. Ab 1977 folgte zeitgleich zu einer Assistenten-Tätigkeit an der Fernuniversität Hagen das Masterprogramm an der Rheinisch-Westfälischen Technischen Hochschule Aachen mit dem Abschluss als „Master of Operations Research“. 1982 promovierte Ernst an der RWTH Aachen zum Dr. rer. pol.

## Beruflicher Werdegang
Seine Karriere begann Ernst 1983 bei McKinsey & Company, wurde 1986 Direktor der Unternehmensentwicklung bei Quelle, wechselte 1990 zur Deutsche Bundespost und war dort von 1992 bis 2007 Finanzvorstand (CFO) und verantwortete dort die Privatisierung des Unternehmens und dessen Börsengang. Aus bisher unerklärlichen Gründen – schrieb die Börsen-Zeitung zu Ernsts 60. Geburtstag – sei er im September 2007 von dem damaligen Vorstandsvorsitzenden der Deutsche Post AG Klaus Zumwinkel – der 2009 wegen Steuerhinterziehung verurteilt wurde – fallen gelassen worden.
Von 2006 bis 2008 führte er als Vorstandsmitglied die Stiftung WHU („Wissenschaftliche Hochschule für Unternehmensführung“) der WHU Otto Beisheim School of Management in Vallendar/Düsseldorf.
Seit Juli 2011 war Ernst Präsident der Deutschen Prüfstelle für Rechnungslegung (DPR) in Berlin.
Ende Februar 2021 wurde bekannt, dass Edgar Ernst zum Endes des Jahres 2021 sein Amt als Präsident der DPR wegen des Bilanzskandals und Insolvenzantrags von Wirecard zum Jahresende 2021 vorzeitig niederlegt. Gründe für seinen freiwilligen Rücktritt sind u. a. zu suchen im 3. Untersuchungsausschuss der 19. Wahlperiode des Deutschen Bundestages („Wirecard-Ausschuss“) vom 11. Februar 2021, wo er als geladener Zeuge keine Plausibilität für den Interessenkonflikt sah, seine Tätigkeiten als ausgewiesener Finanz-Experte und Aufsichtsratsvorsitzender von Dax-Konzernen wie Vonovia, Metro und TUI  quasi durch sich selbst als „Bilanzpolizei“ in der Funktion als Präsident der Deutsche Prüfstelle für Rechnungslegung zu überwachen.

## Persönliches
Edgar Ernst lebt in Bonn, ist verheiratet und hat zwei Kinder.

## Auszeichnungen
Seit Anfang 2006 ist Edgar Ernst Honorarprofessor der Otto Beisheim School of Management.

## Schriften
- Fahrplanerstellung und Umlaufdisposition im Containerschiffsverkehr: Anwendung von Operations-research-Methoden auf ausgewiesene Problemstellungen, Rheinisch-Westfälische Technische Hochschule Aachen, Diss. 1982.
- Verhalten und Präferenzen deutscher Aktionäre: Eine Befragung von privaten und institutionellen Anlegern zum Informationsverhalten, zur Dividendenpräferenz und zur Wahrnehmung von Stimmrechten. Deutsches Aktieninstitut, Frankfurt 2009.